# تير-دو-با
تير-دو-با (بالفرنسية: Terre-de-Bas)‏ هي بلدية وجزيرة فرنسية يسكنها 1102 نسمة (حسب إحصاء 1 يناير 2011)، وهي تقع في إقليم جوادلوب في جزر الأنتيل الصغرى.